# Hemicoelus
Hemicoelus — род жесткокрылых насекомых семейства точильщиков.

## Описание
Передние тазики широко расставленные. Переднеспинка заметно уже надкрылий с небольшим клиновидным бугорком в задней половине.

## Систематика
В составе рода:
- Hemicoelus costatus (Gene, 1830)
- Hemicoelus fulvicornis (Sturm, 1837)
- Hemicoelus nitidus (Herbst, 1792)
- Hemicoelus rufipennis (Duftschmid, 1825)